# 久洛
久洛是匈牙利贝凯什州的一个镇，面积255.8平方公里，人口32,700人（2004年）。擁有天然地底溫泉。

## 友好城市
- 意大利布德里奥
- 罗马尼亚扎勒乌
- 德国迪青根
- 罗马尼亚米耶尔库雷亚丘克
- 罗马尼亚阿拉德
- 奥地利克伦彭多尔夫
- 奥地利申肯费尔登
- 英国德罗伊特威奇